# Bia Peterson
Birger (Bia) Yngve Peterson, född 19 oktober 1916 i Hammar Nyland, Ytterlännäs socken, Ångermanland, död 11 december 1997 i Arnäs församling, Örnsköldsvik, var en svensk målare. 
Han var son till järnarbetaren Karl August Peterson och Anna Olivia Vikman och gift första gången 1939-1946 med Anna Kristina Hägglund och andra gången från 1949 med Vivan Löfbom. Peterson var som konstnär autodidakt och bedrev självstudier under resor till Norge, Frankrike, Spanien och Amerika. Separat ställde han ut i Umeå, Härnösand, Seattle  och ett flertal gånger i Örnsköldsvik. Tillsammans med Arne Andersson ställde han ut på Galleri Brinken i Stockholm och tillsammans med Rune Pettersson i Skellefteå. Han medverkade i vandringsutställningar arrangerade av Ångermanlands konstförbund. Bland hans offentliga arbeten märks utsmyckningar för Örnsköldsviks sanatorium. Hans konst består av stilleben och landskap utförda i olja, tempera, pastell eller oljekrita. Peterson är representerad vid Seattle Art Museum och vid University of Oregon i Eugene. 